# 1 Śląska Brygada Rakietowa Obrony Powietrznej
1 Śląska Brygada Rakietowa Obrony Powietrznej (1 BR OP) – dawny związek taktyczny Wojsk OPL polskich Sił Powietrznych.

## Historia i powstanie
W 1952 utworzono 13 Dywizję Artylerii Obrony Przeciwlotniczej. Początkowo w skład Dywizji wchodziło pięć pułków artylerii obrony przeciwlotniczej (85, 89, 90, 96, 97), później cztery pułki (85, 89, 96 i 97). Dywizja wyposażona była w armaty przeciwlotnicze.
W 1959 nadano dywizji imię Powstańców Śląskich.
W 1962 zmieniono nazwę na 13 Dywizję Artylerii Obrony Powietrznej Kraju im. Powstańców Śląskich. Zmieniono podstawowe uzbrojenie z armat przeciwlotniczych na przeciwlotnicze zestawy rakietowe.
W 1967 ponownie zmieniono nazwę na 1 Dywizję Artylerii Przeciwlotniczej Obrony Powietrznej Kraju im. Powstańców Śląskich.
W 1988 po raz kolejny zmieniono nazwę na 1 Brygadę Rakietowa Obrony Powietrznej Kraju.
W 1991 ostatecznie zmieniono nazwę na 1 Brygada Rakietowa Obrony Powietrznej.
30 grudnia 2011 nastąpiło uroczyste przejęcie tradycji oraz sztandaru 1 BR OP przez 34 dywizjon rakietowy OP
Brygadę rozformowano 31 grudnia 2011.

### Tradycje

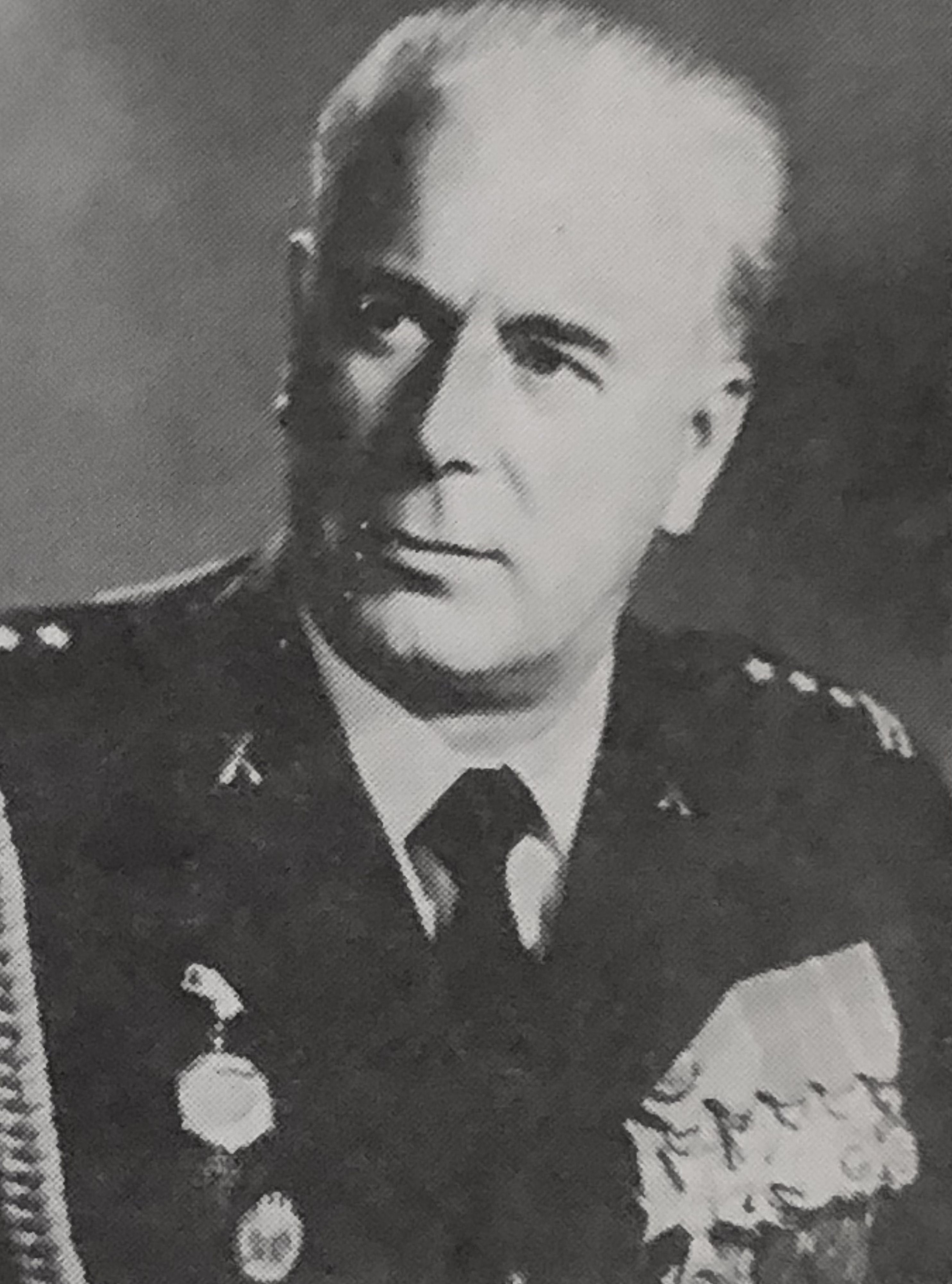
płk Władysław Lalik - b. szef sztabu 1 Dywizji Artylerii OPK, ojciec chrzestny sztandaru brygady

1 BR OP przejęła tradycję swych poprzedniczek oraz:
- 15 dywizjonu artylerii przeciwlotniczej (wojna obronna 1939)
- 1 Dywizji Artylerii Przeciwlotniczej (powstałej w 1944)

1 BR OP otrzymała 11 listopada 1994 sztandar, którego rodzicami chrzestnymi zostali: Maja Komorowska (aktorka) oraz płk rez. Władysław Lalik (były szef sztabu dywizji).
Święto 1 BR OP: 16 października

## Struktura 1 BR OP oraz dyslokacja jednostek
W skład 1 Brygady Rakietowej OPK wchodziły:
- dowództwo w Bytomiu
- 11 dywizjon rakietowy obrony powietrznej – Kuźnia Raciborska zestaw S-75 „Dźwina”, zamiana na zestaw S-75M („Wołchow”)
- 12 dywizjon rakietowy obrony powietrznej – Zimna Wódka (na północ od Kędzierzyna) zestaw S-75 „Dźwina”, zamiana na zestaw S-75M („Wołchow”), miejsce postoju zestawu pozoracyjnego „KOBRA” Ostatni dowódca ppłk Ireneusz Zaguła, zastępca kpt. Andrzej Gawlik, szef sztabu mjr Wiesław Kędzierski.
- 13 dywizjon rakietowy obrony powietrznej – Lubliniec zestaw S-75 „Dźwina"
- 14 dywizjon rakietowy obrony powietrznej – Woźniki (na północ od Pyrzowic) S-75 „Dźwina”, przeniesiony do Gliwic S-125 NEWA SC
- 15 dywizjon rakietowy obrony powietrznej – Zawiercie-Ciągowice zestaw S-75 „Dźwina”, zamiana na zestaw S-75M „Wołchow"
- 16 dywizjon rakietowy obrony powietrznej – Bukowno
- 17 dywizjon rakietowy obrony powietrznej – Libiąż zestaw S-75 „Dźwina”, zamiana na zestaw S-125 NEWA (1985–1986), później modernizacja do S-125 NEWA SC
- 18 dywizjon rakietowy obrony powietrznej – Pszczyna
- 19 dywizjon Techniczny Obrony Powietrznej (JW 1601) – Gliwice (1962-1999), Ostatni dowódca mjr Mieczysław Jeweczko, szef sztabu mjr Jan Hermann
- 20 dywizjon techniczny – Hutki
- 31 dywizjon rakietowy obrony powietrznej – Kórnik S-125 NEWA SC
- 72 dywizjon rakietowy obrony powietrznej – Oświęcim S-125 NEWA SC
- 73 dywizjon rakietowy obrony powietrznej – Oświęcim S-125 NEWA SC
- 74 dywizjon rakietowy obrony powietrznej – Czarków (Kobiór) przeniesiony do Gliwic S-125 NEWA SC
- 75 dywizjon rakietowy obrony powietrznej – Przezchlebie (na północ od Gliwic) S-125 NEWA SC
- 76 dywizjon rakietowy obrony powietrznej – Poznań S-125 NEWA SC
- 77 dywizjon rakietowy obrony powietrznej – Murowana Goślina S-125 NEWA SC

Ostatni skład
- 31 dywizjon rakietowy obrony powietrznej – Poznań
- 76 dywizjon rakietowy obrony powietrznej – Poznań S-125 NEWA SC
- 77 dywizjon rakietowy obrony powietrznej – Murowana Goślina S-125 NEWA SC
- 81 dywizjon dowodzenia obrony powietrznej – Bytom Przenośny przeciwlotniczy zestaw rakietowy bliskiego zasięgu 9K32M (STRZAŁA-2M)

## Wyposażenie
Wyposażenie w sprzęt bojowy zmieniało się na przestrzeni lat. Powodem zmian, oprócz rozwoju techniki, były zmiany podstawowych zadań jednostki.

### 13 daopl ok
- armaty przeciwlotnicze kalibru 85 mm wz. 1939;
- armaty przeciwlotnicze kalibru 37 mm wz. 1939;
- armaty przeciwlotnicze kalibru 57 mm (S-60).

### 13 da opk
- przeciwlotnicze zestawy rakietowe Dwina.

### 1 daplot
- przeciwlotnicze zestawy rakietowe „Dźwina” (SA-75);
- przeciwlotnicze zestawy rakietowe „Newa” (S-125, S125M);
- przeciwlotnicze zestawy rakietowe „Wołchow” (S-75M, S-75W).

## Dowódcy 1 Śląskiej BR OP
- 16 października 1952 – 28 lipca 1954 – płk Bolesław Tatarski
- 29 lipca 1954 – 12 października 1957 – płk Tadeusz Kempf
- 13 października 1957 – 25 listopada 1959 – płk Aleksander Grabowski
- 26 listopada 1959 – 29 sierpnia 1968 – płk Jan Styran
- 30 sierpnia 1968 – 15 grudnia 1971 – płk Jerzy Szmyrgałło
- 16 grudnia 1971/ – 2 stycznia 1981 – gen. bryg. Jan Łazarczyk
- 3 stycznia 1981 – 17 grudnia 1986 – płk mgr inż. Bogdan Miller
- 18 grudnia 1986 – 12 października 1990 – płk Wiesław Kozikowski
- 13 października 1990 – 27 lutego 1996 – płk Wiesław Wolak
- 28 lutego 1996 – 23 sierpnia 2006 – gen. bryg. Stanisław Babiak
- 24 sierpnia 2006 – 30 listopada 2012 – gen. bryg. Andrzej Łosiński[1]

## Wyróżnienia
- medal pamiątkowy „Za wybitne osiągnięcia w służbie wojskowej” w 1974, 1975, 1976, 1988;
- Order Sztandaru Pracy I klasy w 1976;
- Znak Honorowy Sił Zbrojnych Rzeczypospolitej Polskiej w 1993, 1996, 2008.